# Дрозды (концлагерь)
Концентрационный лагерь «Дрозды» — лагерь для советских военнопленных и гражданских интернированных, который был организован немецкими оккупантами в июле 1941 года вблизи деревни Дрозды, в 2—3 км от Минска, Беларусь, на территории совхоза имени Крупской.

## Описание лагеря
Площадь концлагеря составляла 9 га, он просуществовал 4 месяца.
Лагерь был разделён на шесть зон: «высший комсостав», «пленные офицеры», «пленные солдаты», «гражданское население Минска и пригорода», «евреи», «лица с высшим образованием». В лагере находилось приблизительно 100 тысяч военнопленных и 40 тысяч гражданских лиц.

## Память

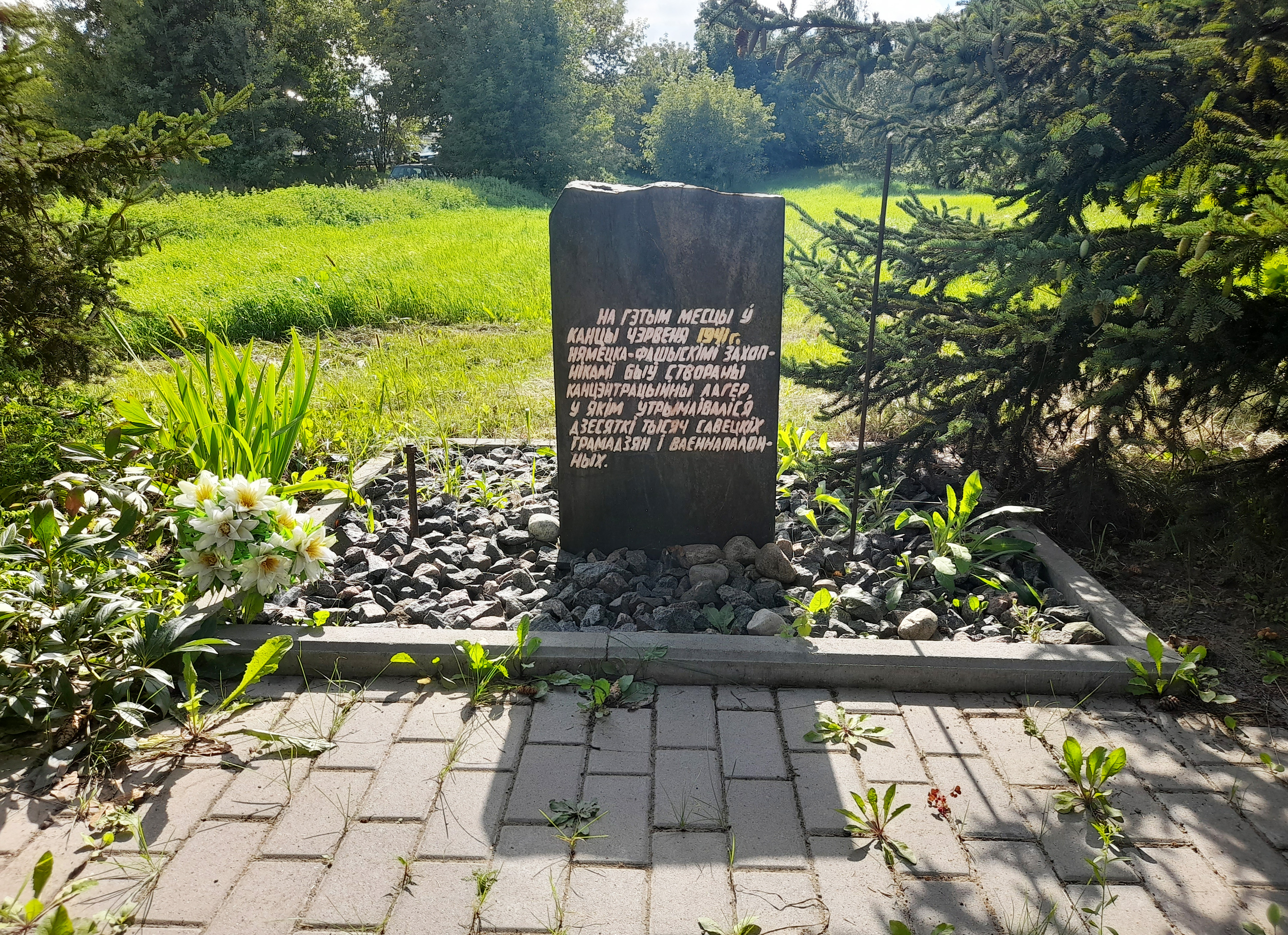
Памятная плита на месте концлагеря

В 1996 году вблизи захоронения жертв расстрелов была установлена памятная плита с надписью: «Здесь в июле 1941 г. немецко-фашистские оккупанты расстреляли узников концлагеря „Дрозды“: военнопленных, мирных жителей г. Минска и окрестных деревень (около 10 тысяч человек). Потомки помнят о вас».
23 июня 2010 года место гибели и захоронения узников концлагеря «Дрозды» включено в Государственный список историко-культурных ценностей Республики Беларусь. До этого времени, по словам члена правления «Общества охраны памятников» Владимира Романовского наблюдением за захоронением, исследованием его истории и поиском имен жертв на общественных началах занимались исключительно ученики школы № 104 под руководством Николая Михея и журналиста Владимира Куфтерина.